# Aisa Kirabo Kacyira

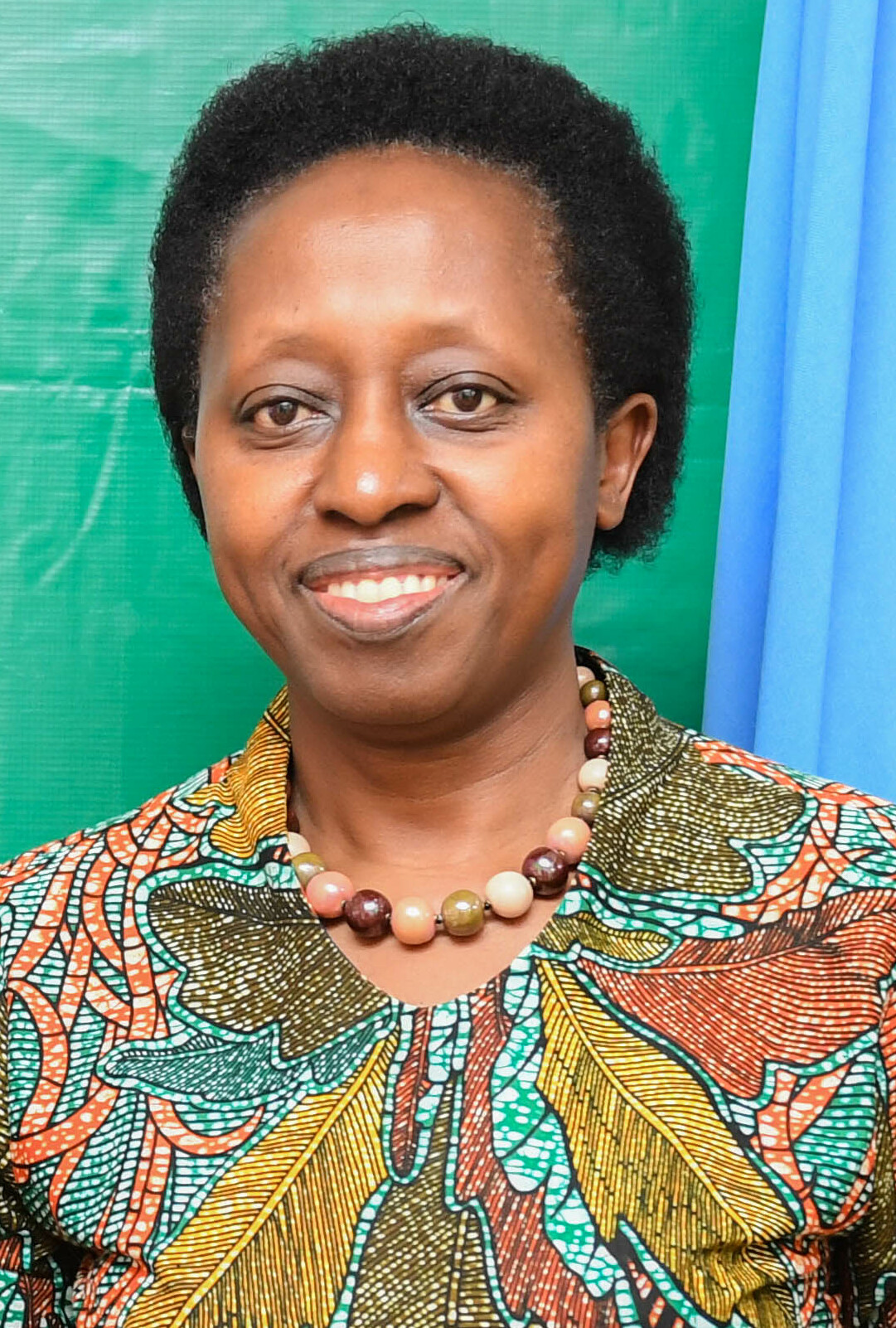
Aisa Kirabo Kacyira (2023)

Aisa Kirabo Kacyira (* 1963 oder 1964; † 12. August 2025) war eine ruandische Politikerin und Diplomatin. Sie war Parlamentsabgeordnete, Bürgermeisterin von Kigali, Gouverneurin der Ostprovinz und Funktionärin für Programme der Vereinten Nationen sowie Ruandas Hochkommissarin in Ghana und Vertreterin in Benin, Togo, Sierra Leone, der Elfenbeinküste und Liberia. Sie war Mitglied der Partei Ruandische Patriotische Front (RPF).

## Leben und Karriere
Kacyira besuchte die Makerere-Universität in Uganda, die sie mit einem Bachelor in Veterinärmedizin abschloss. Ihren Master in „Veterinärmedizin in Tierproduktion und Ökonomie“ machte sie an der James Cook University in Australien.
Nach der Parlamentswahl im Jahr 2003 saß Kacyira bis 2006 als Abgeordnete im Parlament von Ruanda. Sie war Mitglied des Ständigen Parlamentsausschusses für Landnutzung und -verwaltung, Siedlung und Umwelt (englisch Parliamentary Standing Committee for Land Use and Management, Settlement, and Environment). Von 2006 bis 2011 war sie Bürgermeisterin der ruandischen Hauptstadt Kigali. Während ihrer Amtszeit gewann Kigali als erste afrikanische Stadt den UN-Habitat Scroll of Honour Award 2008. Im Februar 2011 wurde Kacyira als Nachfolgerin von Ephraim Kabaija zur Gouverneurin der Ostprovinz ernannt. Sie führte das Amt bis Oktober 2011 aus.
Im Oktober 2011 wurde sie von UN-Generalsekretär Ban Ki-moon als Nachfolgerin von Inga Björk-Klevby zur Stellvertretenden Geschäftsführerin und Stellvertretenden Generalsekretärin des Programms der Vereinten Nationen für menschliche Siedlungen (UN-Habitat) ernannt. Kacyira amtierte bis 2018. Ab 2020 wurde sie Ruandas Hochkommissarin in Ghana und nichtansässige Vertreterin in Benin, Togo, Sierra Leone, der Elfenbeinküste und Liberia. Im Februar 2023 ernannte UN-Generalsekretär António Guterres sie als Nachfolgerin der Australierin Lisa Filipetto zur Leiterin des United Nations Support Office in Somalia (UNSOS) in Somalia. UNSOS, ehemals United Nations Support Office for AMISOM (UNSOA), leistet logistische Unterstützung für die African Union Mission in Somalia (AMISOM), die 2022 in die African Union Transition Mission in Somalia (ATMIS) umgewandelt wurde.
Darüber hinaus war Kacyira im Laufe ihrer Karriere Präsidentin der Rwanda Association of Local Government Authorities (RALGA; bis Mai 2011) und der East African Association of Local Government Authorities (EACLGA) sowie Vizepräsidentin der United Cities and Local Governments of Africa (UCLGA). Zudem arbeitete sie für das Landwirtschaftsministerium und mit NGOs wie Oxfam und Care International.
Kacyira starb nach einer Krankheit am 12. August 2025 im Alter von 61 Jahren. Sie war verheiratet und hinterließ vier Kinder. Internationale Reaktionen kamen unter anderem vom somalischen Präsidenten Hassan Sheikh Mohamud, der sein Beileid aussprach und Kacyiru als „eine standhafte Anführerin, deren Engagement einen nachhaltigen Beitrag zur Stabilität und zum Wohlstand Somalias leistete“ beschrieb.